# تفسیر الکشف و البیان عن تفسیر القرآن
تفسیر الکشف و البیان عن تفسیر القرآن که به عنوان تفسیر ثعلبی نیز شناخته می‌شود، کتاب تفسیر قرآن نوشتهٔ ابواسحاق احمد ثعلبی است. این کتاب بر اساس مذهب اهل سنت و در ۱۰ جلد و بیش از ۳۴۰۰ صفحه صفحه نگاشته شده است.